# Coppa Italia di Serie A2 2005-2006 (pallavolo maschile)
La Coppa Italia di Serie A2 di pallavolo maschile 2005-2006 si è svolta dall'11 gennaio al 26 febbraio 2006: al torneo hanno partecipato 8 squadre di club italiane e la vittoria finale è andata per la prima volta alla Stilcasa Volley Taviano.

## Regolamento
Le squadre hanno disputato quarti di finale, semifinali e finale.

## Torneo

### Tabellone
|  | Quarti di finale | Quarti di finale | Quarti di finale |                  |             | Semifinali | Semifinali | Semifinali |  |  | Finali | Finali | Finali |
|  |                  |                  |                  |                  |             |            |            |            |  |  |        |        |        |
|  | 1                | Taranto          | 3                |                  |             |            |            |            |  |  |        |        |        |
|  | 8                | Capurso Gioia    | 0                |                  |             |            |            |            |  |  |        |        |        |
|  | 8                | Capurso Gioia    | 0                |                  | 1           | Taranto    | 2          |            |  |  |        |        |        |
|  |                  |                  |                  |                  | 1           | Taranto    | 2          |            |  |  |        |        |        |
|  |                  | 5                | Pineto           | 3                |             |            |            |            |  |  |        |        |        |
|  | 4                | 5                | Pineto           | 3                | Materdomini | 1          |            |            |  |  |        |        |        |
|  | 4                |                  |                  |                  | Materdomini | 1          |            |            |  |  |        |        |        |
|  | 5                | Pineto           | 3                |                  |             |            |            |            |  |  |        |        |        |
|  |                  |                  |                  |                  |             |            |            |            |  |  | 5      | Pineto | 2      |
|  |                  |                  | 7                | Stilcasa Taviano | 3           |            |            |            |  |  |        |        |        |
|  | 3                | Loreto           | 3                |                  |             |            |            |            |  |  |        |        |        |
|  | 6                | Bassano          | 0                |                  |             |            |            |            |  |  |        |        |        |
|  | 6                | Bassano          | 0                |                  | 3           | Loreto     | 0          |            |  |  |        |        |        |
|  |                  |                  |                  |                  | 3           | Loreto     | 0          |            |  |  |        |        |        |
|  |                  | 7                | Stilcasa Taviano | 3                |             |            |            |            |  |  |        |        |        |
|  | 2                | 7                | Stilcasa Taviano | 3                | Reima Crema | 1          |            |            |  |  |        |        |        |
|  | 2                |                  |                  |                  | Reima Crema | 1          |            |            |  |  |        |        |        |
|  | 7                | Stilcasa Taviano | 3                |                  |             |            |            |            |  |  |        |        |        |

### Risultati

#### Quarti di finale
| 11 gennaio 2006 - ore 20:30 PalaMazzola, Taranto          | Taranto     | 3 - 0 | Capurso Gioia    | 25-20, 25-20, 25-18        |
| 11 gennaio 2006 - ore 17:30 PalaGrotte, Castellana Grotte | Materdomini | 1 - 3 | Pineto           | 22-25, 22-25, 25-23, 23-25 |
| 11 gennaio 2006 - ore 20:30 PalaBertoni, Crema            | Reima Crema | 1 - 3 | Stilcasa Taviano | 18-25, 25-20, 19-25, 22-25 |
| 11 gennaio 2006 - ore 20:30 PalaSerenelli, Loreto         | Loreto      | 3 - 0 | Bassano          | 25-11, 25-22, 25-19        |

#### Semifinali
| 25 febbraio 2006 - ore 18:00 PalaEuroItalia, Casarano | Taranto | 2 - 3 | Pineto           | 25-23, 23-25, 35-33, 22-25, 12-15 |
| 25 febbraio 2006 - ore 20:30 PalaEuroItalia, Casarano | Loreto  | 0 - 3 | Stilcasa Taviano | 21-25, 27-29, 19-25               |

#### Finale
| 26 febbraio 2006 - ore 18:00 PalaEuroItalia, Casarano | Pineto | 2 - 3 | Stilcasa Taviano | 16-25, 25-22, 23-25, 25-20, 15-17 |